# 可部島
可部島（かべしま）は広島県大竹市小方町小方に位置する瀬戸内海の無人島。

## 地理
大竹港の東約3.9㎞、厳島の西0.8㎞の位置に所在。

## 島内
三等三角点「可部島」がある。また、島の北側には砂浜がある。以前は海水浴客で賑わっていた。
島を貫通する洞窟が存在する。

## その他
玖波港から船で渡島する釣り人もいる。島の北西部にはカキ筏がある。